# Genova (jadro)
Genova je prednje jadro asimetrične oblike, ki se uporablja na modernih jadrnicah.